# Circumscripció electoral de Barcelona

Situació de la província de Barcelona i les seves comarques (excepte el Moianès) a Catalunya.

Barcelona és una de les quatre circumscripcions electorals usades per escollir els membres del Parlament de Catalunya. És la circumscripció que escull més diputats al Parlament. La província de Barcelona com a circumscripció electoral no dividida en districtes uninominals es va usar per primera vegada el 1980 a les primeres eleccions catalanes després del retorn de la democràcia. Anteriorment s'havia utilitzat a les eleccions generals espanyoles de 1977 i 1979. Durant la Segona República Espanyola la província es dividia en dues circumscripcions: Barcelona capital i Barcelona província. Tradicionalment els candidats a President de la Generalitat de Catalunya es presenten com a caps de llista dels seus respectius partits en aquesta circumscripció.

## Geografia i sistema electoral
Donat que Catalunya no disposa d'una llei electoral pròpia s'usa per a realitzar les eleccions al Parlament el sistema espanyol especificat a la Constitució Espanyola. Segons aquesta, en virtut dels articles 68.2 i 69.2, la circumscripció electoral és la província que compren vuit comarques (Alt Penedès, Anoia, Bages, Baix Llobregat, Barcelonès, Berguedà, Garraf, Maresme, Osona, Vallès Occidental i Vallès Oriental) amb una població de 5.507.813 habitants. Està previst, en virtut de la Llei de Vegueries del Parlament de Catalunya, que la província de Barcelona es divideixi en dues vegueries: la de Barcelona i la de la Catalunya Central. Tot i això la circumscripció electoral continuarà essent la província fins que el Parlament ultimi la Llei Electoral.
El sistema de votació es basa en el sufragi universal secret. Segons la Constitució l'edat mínima per votar és de 18 anys. En el cas del Parlament els electors poden escollir entre diverses llistes tancades amb representació proporcional on s'assignen els 85 escons que escull la circumscripció mitjançant la regla D'Hondt- Només les llistes amb un 3% o més de vots vàlids, inclosos vots en blanc, es tenen en compte a l'hora de repartir els escons.

## Distribució territorial del vot
Històricament s'han pogut observar diferents comportaments electorals dins la província de Barcelona en funció de la comarca que analitzem. Bàsicament podem distingir l'Àrea Metropolitana de Barcelona (AMB), compresa per les comarques del Baix Llobregat, Barcelonès, Garraf, Maresme, Vallès Occidental i Vallès Oriental, i la Catalunya Interior formada per l'Alt Penedès, l'Anoia, el Bages, el Berguedà i Osona.
L'AMB és una zona urbana, altament poblada on es va focalitzar la immigració vinguda des d'altres zones d'Espanya en el segle anterior. Això ha comportat que sigui on els partits d'esquerres hagin sigut més forts, especialment el PSC que ha estat el referent de la socialdemocràcia catalana fins al moment.
En canvi, a l'interior la immigració fou gairebé testimonial i es tracta de comarques més rurals, conservadores i catalanistes on CiU, la coalició liberal que ha dominat gairebé ininterrompudament la política catalana des de fa trenta anys, obté els millors resultats de la província.

## Repartiment d'escons
Des de les primeres eleccions al Parlament de Catalunya d'ençà del final del franquisme, els resultats a la circumscripció electoral de Barcelona en cadascuna d'aquestes cites electorals han estat:
| Partit polític                                 | 1980 | 1984 | 1988 | 1992 | 1995 | 1999 | 2003 | 2006 | 2010 | 2012 | 2015 | 2017 | 2021 |
| ---------------------------------------------- | ---- | ---- | ---- | ---- | ---- | ---- | ---- | ---- | ---- | ---- | ---- | ---- | ---- |
| Convergència Democràtica de Catalunya (CDC)    | 26   | 41   | 39   | 41   | 34   | 31   | 25   | 27   | 35   | 26   | 0    |      |      |
| Unió Democràtica de Catalunya (UDC)            | 26   | 41   | 39   | 41   | 34   | 31   | 25   | 27   | 35   | 26   | 32   | 17   |      |
| Partit Demòcrata Europeu Català (PDeCAT)       |      |      |      |      |      |      |      |      |      |      |      | 17   | 0    |
| Junts per Catalunya (Junts)                    |      |      |      |      |      |      |      |      |      |      |      |      | 16   |
| Esquerra Republicana de Catalunya (ERC)        | 8    | 3    | 3    | 6    | 7    | 7    | 13   | 11   | 6    | 12   | 32   | 19   | 19   |
| Partit dels Socialistes de Catalunya (PSC)     | 23   | 29   | 28   | 27   | 22   | 36   | 29   | 25   | 18   | 14   | 12   | 13   | 23   |
| Partit Popular Català (PPC)                    |      | 7    | 4    | 5    | 12   | 8    | 10   | 10   | 12   | 12   | 8    | 3    | 3    |
| Partit Socialista Unificat de Catalunya (PSUC) | 20   | 5    | 8    | 6    | 10   | 3    | 7    | 9    | 8    | 10   | 9    | 7    | 6    |
| Ciutadans (C's)                                |      |      |      |      |      |      |      | 3    | 3    | 8    | 17   | 24   | 5    |
| Candidatura d'Unitat Popular (CUP)             |      |      |      |      |      |      |      |      |      | 3    | 7    | 3    | 5    |
| Vox (Vox)                                      |      |      |      |      |      |      |      |      |      |      |      |      | 7    |
| Centristes de Catalunya (CC-UCD)               | 7    |      |      |      |      |      |      |      |      |      |      |      |      |
| Partit Socialista d'Andalusia (PSA)            | 2    |      |      |      |      |      |      |      |      |      |      |      |      |
| Solidaritat Catalana (SI)                      |      |      |      |      |      |      |      |      | 3    |      |      |      |      |
| Centre Democràtic i Social (CDS)               |      |      | 3    |      |      |      |      |      |      |      |      |      |      |